# Jorrit Bergsma (korfballer)
Jorrit Bergsma (6 februari 1980) is een Nederlands korfbalcoach en voormalig korfballer. Bergsma speelde zeven seizoenen in de Korfbal League namens Dalto. Hij werd Nederlands veldkampioen in 2008 en 2012.

## Spelerscarrière
Bergsma begon met korfbal bij Exakwa uit Lelystad. Hierna speelde hij ook nog voor SSS en Oost-Arnhem.
Bergsma speelde van 2005 t/m 2012 in de Korfbal League namens Dalto. Hij speelde de Korfbal League-finale van 2005, maar deze verloor Bergsma met Dalto.

## Erelijst
- Landskampioen veldkorfbal, 2x (2008 en 2012)

## Coach
In 2015 werd Bergsma de hoofdcoach van Dalto dat op dat moment een lastige periode doormaakte. Hij moest de club handhaven in de Korfbal League, maar dat lukte niet. In 2016 degradeerde Dalto terug naar de Hoofdklasse. In 2018 werd Bergsma de coach van Dalto A1.